# お先にどうぞ
お先にどうぞ、SMA NEET Projectに所属するお笑いコンビ。1999年結成。2010年12月末に解散。共に大阪府吹田市出身。

## メンバー
永島知洋（ながしま ともひろ、1979年2月8日 - ）ツッコミ担当。
- 嘗ては「永島ヒロシマ」の名前で活動。
- コウメ太夫と関根和美とのユニット「小梅太夫 with High! Cheese」や田中譲城（ハッピーエンド）、キャプテン渡辺、むねもっちとのユニット「スーパー5」、むねもっちとのユニット「三つ葉のクローバー(メンバー内では「マート」名義)」としても活動している。
- 解散後はピン芸人として活動。

山下 サトシ（やました - 、本名：山下 都志(読み同じ)、1977年4月3日 - ）ボケ担当。
- 以前はつかみとして片桐はいりに似ていることをネタにしていたほか、チョビ髭を生やし世界のナベアツのモノマネをすることもある。また名字が山下であるため「一人ジャリズム」であることを自称している。
- 解散後は舞台演出家として活動。劇団K助、ナックルボーラーズ（SMA所属の芸人中心の芝居）等といった劇団の舞台演出を手掛けている。

## 来歴・概説
- ドリームアクションを経て、SMA NEET Projectに所属。
- かつて「ジャンファンカ」というコンビ名で活動。このコンビ名の由来は「きゅうりの漬物」を意味する中国語から。
- 2008年に入ってから、現在のコンビ名に改名。
- ネタは主に漫才。
- いわゆる黒服としても働いていることもあり、『草野☆キッド』出演時には『現役黒服芸人』と紹介された。

## 出演番組
- 爆笑オンエアバトル（NHK総合）戦績2勝4敗 最高457KB
  - 「ジャンファンカ」時代に4回出演し1回オンエア、それ以降は「お先にどうぞ」で出演。
- 草野☆キッド（テレビ朝日、2008年9月23日）
- お笑い図鑑 ハマヌキ（tvk）
- エンタの神様（日本テレビ、2007年3月10日） - 永島のみ、「小梅太夫 with High! Cheese」のメンバーとして出演
- エンタの天使（日本テレビ） - キャッチコピーは「不屈のラストスパート」（第6回）、「やくくそ台無しBros.(ブラザーズ)」（第11回、永島のみ「三つ葉のクローバー」として出演）
- あらびき団（TBSテレビ、2009年9月2日）
- 柏まつり（ちばテレビ、2010年8月）